# Neobaryssinus
Neobaryssinus (лат.) — род усачей трибы Acanthocinini из подсемейства ламиин.

## Описание
Коренастые жуки с булавовидными бёдрам. От близких групп отличается следующими признаками: переднегрудь с боковыми бугорками; бока в передней половине закругленные; надкрылья с центробазальным гребнем, без дорсального валика; передние бёдра сильно булавовидные; передние голени килевидные с мелкими шипами; средние и задние голени расширены; самец в густом опушении на вентральной поверхности.

## Классификация и распространение
В составе рода 5 видов. Встречаются в Южной Америке.
- Neobaryssinus abbreviatus Monné & Monné, 2012
- Neobaryssinus altissimus Berkov & Monne, 2010
- Neobaryssinus capixaba Monné & Delfino, 1980
- Neobaryssinus marianae (Martins & Monné, 1974)[5]
- Neobaryssinus phalarus Monné & Martins, 1976[6]